# Блезињак
Блезињак (фр. Blésignac) насеље је и општина у југозападној Француској у региону Аквитанија, у департману Жиронда која припада префектури Бордо.
По подацима из 2011. године у општини је живело 313 становника, а густина насељености је износила 125,2 становника/km². Општина се простире на површини од 2,5 km². Налази се на средњој надморској висини од 65 метара (максималној 80 m, а минималној 33 m).

## Демографија
| 1962. | 1968. | 1975. | 1982. | 1990. | 1999. | 2011. |
| ----- | ----- | ----- | ----- | ----- | ----- | ----- |
| 148   | 168   | 162   | 171   | 201   | 249   | 313   |

График промене броја становника у току последњих година